# Frank Campbell

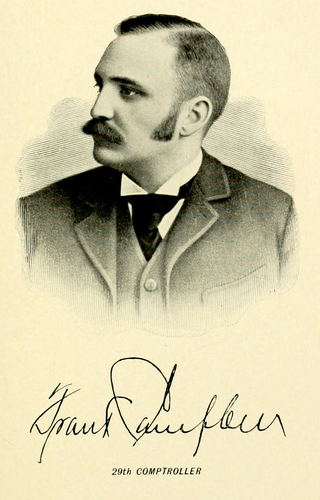
Frank Campbell

Frank Campbell (* 27. März 1858 in Bath, New York; † 20. Februar 1924) war ein US-amerikanischer Bankier und Politiker (Demokratische Partei). Er war der Sohn von Vizegouverneur Robert Campbell (1808–1870) und Frances Fowler Campbell.

## Werdegang
Frank Campbell besuchte die Haverling Academy sowie eine Einrichtung in Trenton (New Jersey). Er war mit Mary Louise Willson († 1914) verheiratet. Das Paar hatte einen gemeinsamen Sohn, Willson R. Campbell. Mit seinem Bruder Clarence gründete er 1880 die Campbell Brothers Bank in Bath. Nach der Auflösung seiner Partnerschaft gründete er die Farmers & Mechanics Bank of Bath, wo er bis 1922 als Kassier tätig war und danach als Präsident.
Campbell wurde 1891 zum New York State Comptroller gewählt und bekleidete diesen Posten zwischen 1892 und 1893. Bei seinem Wiederwahlversuch 1893 erlitt er eine Niederlage. Ferner nahm er 1892 als Delegierter an der Democratic National Convention in Chicago teil. Campbell hatte zwischen 1898 und 1904 den Vorsitz über das New York State Democratic Committee.